# Lower River Region
Die Lower River Region (vormals: Lower River Division) ist eine von sechs Verwaltungseinheiten des westafrikanischen Staat Gambia. Die Region entspricht der Local Government Area Mansakonko.

## Geographie
Die 1618 km² große Region, mit dem Sitz der Verwaltungseinheit in Mansa Konko (314 Einwohner), ist unterteilt in sechs Distrikte. Mit 75.841 Einwohnern (Berechnung 2013) ist es die am wenig besiedelte Region von Gambia. Die Region erstreckt sich südlich des Gambia-Flusses im Westen von der West Coast Region bis zur Central River Region im Osten. Die größte Ortschaft mit 10.411 Einwohnern ist Soma, im Distrikt Jarra West, in der Nähe von Mansa Konko.

### Distrikte
Die sechs Distrikte sind: Kiang West, Kiang Central, Kiang East, Jarra West, Jarra Central und Jarra East.

### Ortschaften
Die zehn größten Orte sind:
- Soma, 10.707
- Baro Kunda, 2056
- Sankwia, 1982
- Toniataba, 1900
- Keneba, 1810
- Nioro, 1781
- Kaiaf, 1770
- Sutukung, 1555
- Wellingara Ba, 1525
- Bureng, 1520

## Bevölkerung
Nach einer Erhebung von 1993 (damalige Volkszählung) stellt die größte Bevölkerungsgruppe die der Mandinka mit einem Anteil von rund sieben Zehnteln, gefolgt von den Fula und den Wolof. Die Verteilung im Detail: 70,3 % Mandinka, 20,9 % Fula, 2,5 % Wolof, 1,3 % Jola, 3,0 % Serahule, 0,4 % Serer, 0 % Aku, 0,8 % Manjago, 0,1 % Bambara und 0,7 % andere Ethnien.

## Geschichte
Im Jahre 1968 wurde die North Bank Division von der ehemaligen Lower River Division abgespalten.
Ende 2007 wurde im Rahmen einer Verwaltungsreform aus der ehemaligen Lower River Division die Lower River Region.
| \| Jahr \| Einwohnerzahl \| Bemerkung \| \| ---- \| ------------- \| ------------ \| \| 1963 \| 34.227 \| Volkszählung \| \| 1973 \| 42.447 \| Volkszählung \| \| 1983 \| 55.263 \| Volkszählung \| \| 1993 \| 65.146 \| Volkszählung \| \| 2003 \| 72.546 \| Volkszählung \| \| 2005 \| 73.474 \| Berechnung \| \| 2006 \| 73.890 \| Berechnung \| \| 2007 \| 74.280 \| Berechnung \| \| 2008 \| 74.580 \| Berechnung \| \| 2009 \| 74.875 \| Berechnung \| \| 2010 \| 75.139 \| Berechnung \| \| 2012 \| 75.595 \| Berechnung \| \| 2013 \| 75.841 \| Berechnung \| |               |              |
| Jahr | Einwohnerzahl | Bemerkung    |
| 1963 | 34.227        | Volkszählung |
| 1973 | 42.447        | Volkszählung |
| 1983 | 55.263        | Volkszählung |
| 1993 | 65.146        | Volkszählung |
| 2003 | 72.546        | Volkszählung |
| 2005 | 73.474        | Berechnung   |
| 2006 | 73.890        | Berechnung   |
| 2007 | 74.280        | Berechnung   |
| 2008 | 74.580        | Berechnung   |
| 2009 | 74.875        | Berechnung   |
| 2010 | 75.139        | Berechnung   |
| 2012 | 75.595        | Berechnung   |
| 2013 | 75.841        | Berechnung   |

## Politik
Der Verwaltungseinheit steht ein Gouverneur vor, seit Juni 2009 ist Lamin Waa Juwara Amtsinhaber dieser Position.